# Борго ди Ранцо (Империја)
Борго ди Ранцо је насеље у Италији у округу Империја, региону Лигурија.
Према процени из 2011. у насељу је живело 219 становника. Насеље се налази на надморској висини од 122 м.